# 板屋川 (岐阜県)

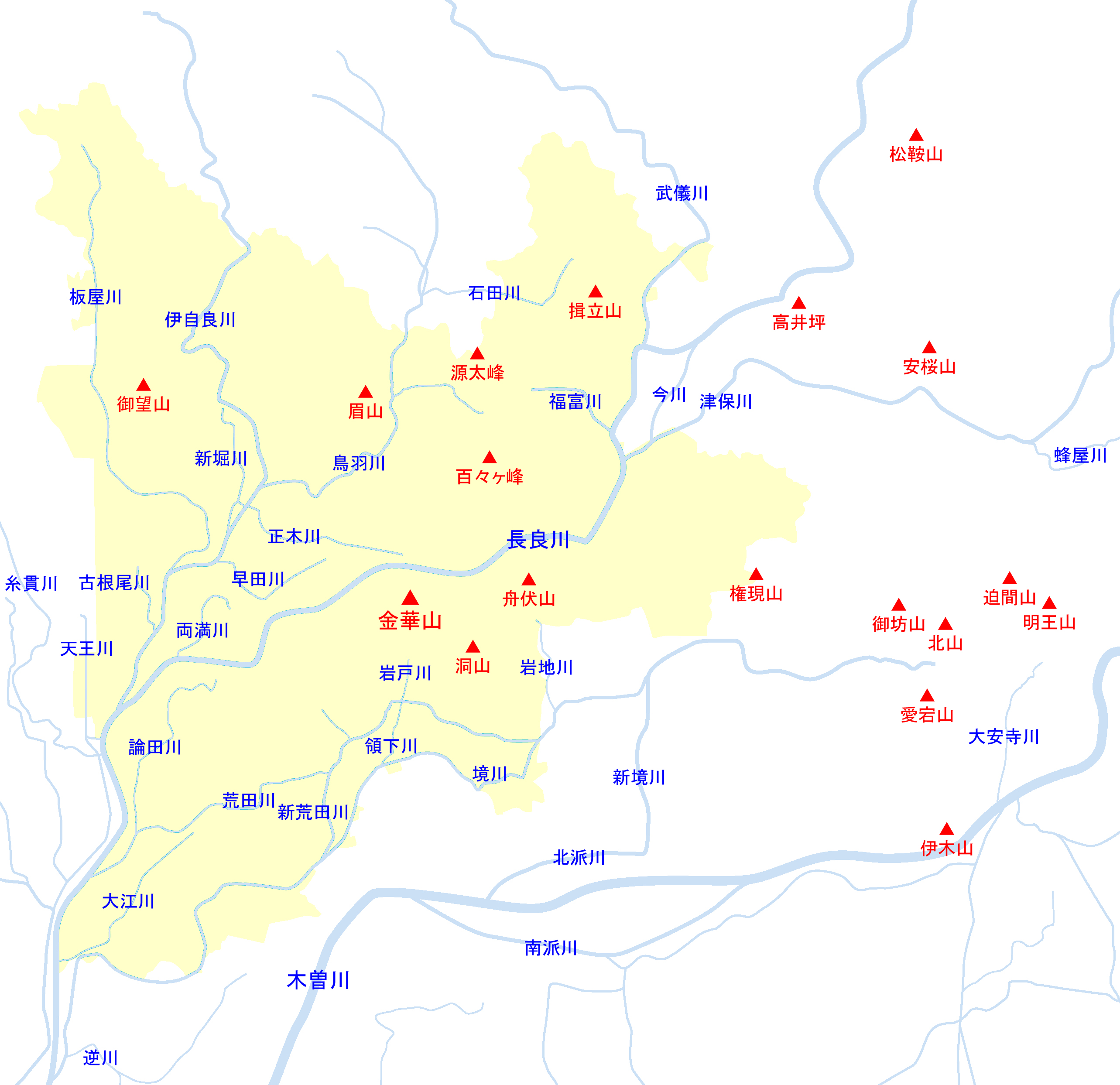
岐阜市周辺主要河川の位置関係図

板屋川（いたやがわ）は、木曽川水系の一級河川。岐阜県岐阜市・本巣市を流れる。伊自良川・長良川を経て伊勢湾に至る木曽川の3次支川。

## 地理

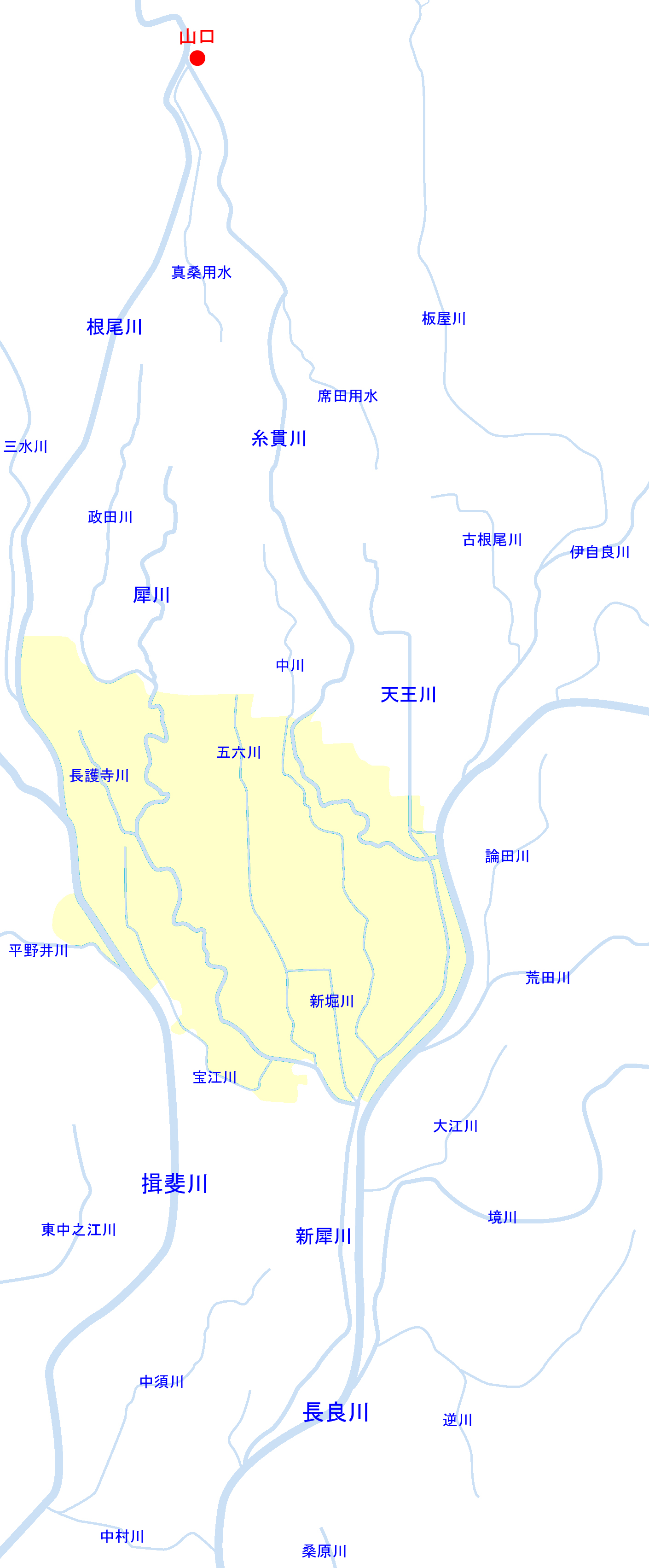
現在の瑞穂市（着色部）周辺河川の位置関係図

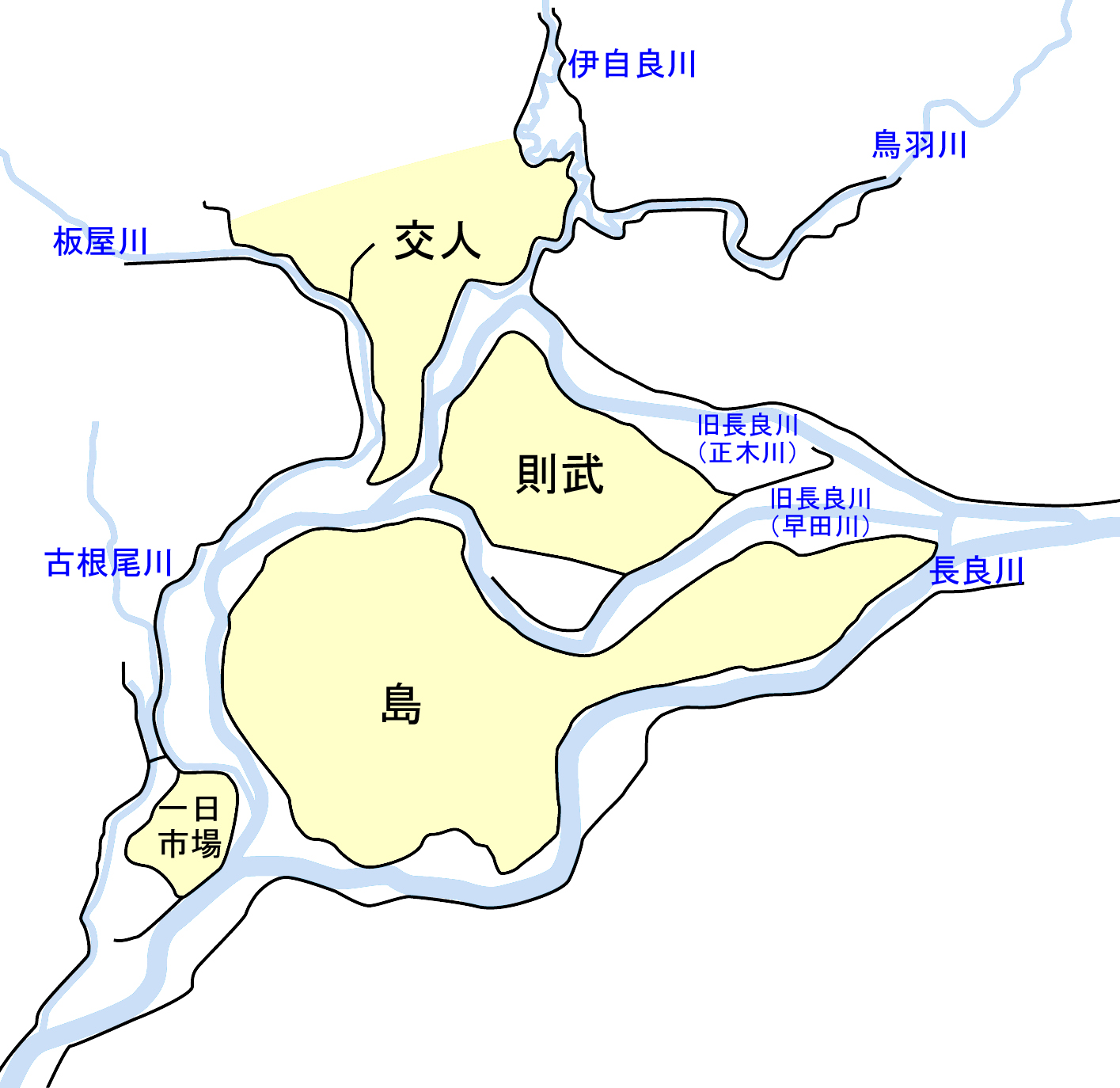
伊自良川との合流点付近に形成された輪中群

岐阜県岐阜市北西部の雛倉地区が水源。岐阜市と本巣市の境付近を南流し、岐阜市下西郷付近で流れを南東へ方向を変える。岐阜市木田の板屋大橋付近から再び、南に向かい、次第に南西方向に流れる。岐阜市下尻毛付近で伊自良川と合流する。
伊自良川との合流点付近は、大雨のたびに氾濫を繰り返してきた。地域住民は水害対策として古くから輪中を築くなどしてきた。国も大正から昭和にかけて「鳥羽川・伊自良川・板屋川改修工事」が行われた。しかし近年になっても水害の不安は消えず、特に1976年（昭和51年）の台風17号による被害は、甚大であった。

## ホタル保全の取り組み
板屋川流域はかつてたくさんのゲンジボタルが生息していたが、農薬などによる汚染で昭和40年代には生息数が激減した。農薬の改良や地域住民の努力で昭和50年代後半には多くのホタルが現れるようになった。1988年から流域の岐阜市西郷地区の八王子神社付近では毎年6月初旬に「ホタルまつり」が開かれるようになった。1989年（平成元年）には、ゲンジボタルの保全活動が認められ、環境庁より「岐阜市西郷板屋川ホタルの里」として「ふるさといきものの里100選」の認定を受けた。しかし、1993年頃から再びホタルが現れなくなり、地域住民の努力が続いている。

## 主な橋
- 板屋大橋
- 東板谷橋
- 下鵜飼橋
- 下西郷橋
- 西浦橋